# Milwaukee Automobile and Brass Specialty Company
Milwaukee Automobile and Brass Specialty Company, vorher Rosenbauer Automobile & Power Company, war ein US-amerikanischer Hersteller von Automobilen.

## Unternehmensgeschichte
George A. Rosenbauer verließ 1900 die Sanger & Rosenbauer Plating Company. Im November 1900 verkündete er Pläne für die Automobilherstellung und fertigte ein Fahrzeug, das er Rosenbauer nannte. Im Januar 1901 gründete er die Rosenbauer Automobile & Power Company. Der Sitz war in Milwaukee in Wisconsin. Geldgeber erwirkten eine Umfirmierung in Milwaukee Automobile and Brass Specialty Company. Als Mitinhaber werden Frederick D. Bergman und William Spence genannt. Im September 1901 begann die Serienproduktion von Automobilen. Der Markenname lautete nun Milwaukee. Rosenbauer war der Konstrukteur. Das Unternehmen beschäftigte zeitweise 40 Personen. 1902 endete die Produktion. Eine Quelle gibt Unterfinanzierung als Grund an.
Andere US-Hersteller von Personenkraftwagen mit Milwaukee im Markennamen waren Milwaukee Automobile Company, Milwaukee Moto Company und Milwaukee Auto Engines and Supply Company.

## Fahrzeuge
In Angebot standen drei Modelle. Gemeinsamkeit war der Ottomotor. Als erstes erschien ein Fahrzeug, das als Runabout karosseriert war. Darauf folgten Phaeton und ein leichter Lieferwagen.